# 森岡良介
森岡 良介（もりおか りょうすけ、1984年7月15日 - ）は、大阪府大阪市城東区出身（長崎県佐世保市生まれ）の元プロ野球選手（内野手）。現在は東北楽天ゴールデンイーグルスで一軍打撃兼野手コーチ補佐を務める。

## 経歴

### プロ入り前
長崎県佐世保市で生まれたが、後に富山県、大阪府と転居を繰り返していた。小学校1年生の時に硬式の少年野球チーム「富山リトル」で野球を始める。出身小学校は大阪府の北宮小学校で、小学校3年生から中学校3年生までは大阪府大阪市で過ごした。大阪市立放出中学校時代は「東大阪シニア」で遊撃手としてプレーした。プロ入り時は父子家庭で、弟が2人おり、長弟（次男）は明徳義塾高校1年生の野球部員、次弟（三男）は小学校5年生だった。本人は子供のころから中日ドラゴンズのファンで、立浪和義に憧れていた。
中学2年生だった1998年の夏には、明徳義塾高校に所属していた東大阪シニアの先輩を応援するため、阪神甲子園球場で開催された夏の甲子園大会を観戦した。明徳義塾と松坂大輔を擁した横浜高校との準決勝もスタンド観戦。高知の強豪・明徳義塾の戦いぶりに感銘を受け「このチームで甲子園に行きたい」と決意し、2000年春に入学した。それ以来、高知県須崎市の同校寮で生活していた。入学後は1年生の2000年よりレギュラーで甲子園に4度出場、出場した全13試合で安打を記録した。
2002年の春の甲子園では、中日ドラゴンズでチームメイトとなる吉見一起と初戦で対戦した。主将として「3番・遊撃手」で出場した夏の甲子園で、明徳義塾の初優勝に貢献。決勝戦ではリードしたまま最終回を迎え、二死になった所で感極まって試合中にもかかわらず号泣したが、この光景が映像として残存しており、この年の『熱闘甲子園』のラストに使用された。
2002年11月20日に開催されたプロ野球ドラフト会議で中日ドラゴンズから1巡目指名を受け、翌21日には契約金1億円、出来高払い5000万円、年俸1000万円という高校生としては球団史上最高額となる条件で仮契約を結んだ。背番号は8。担当スカウトは正岡真二。シュアな打撃と華麗な遊撃の守備から「立浪2世」と称され、大いに期待された。

### 中日時代

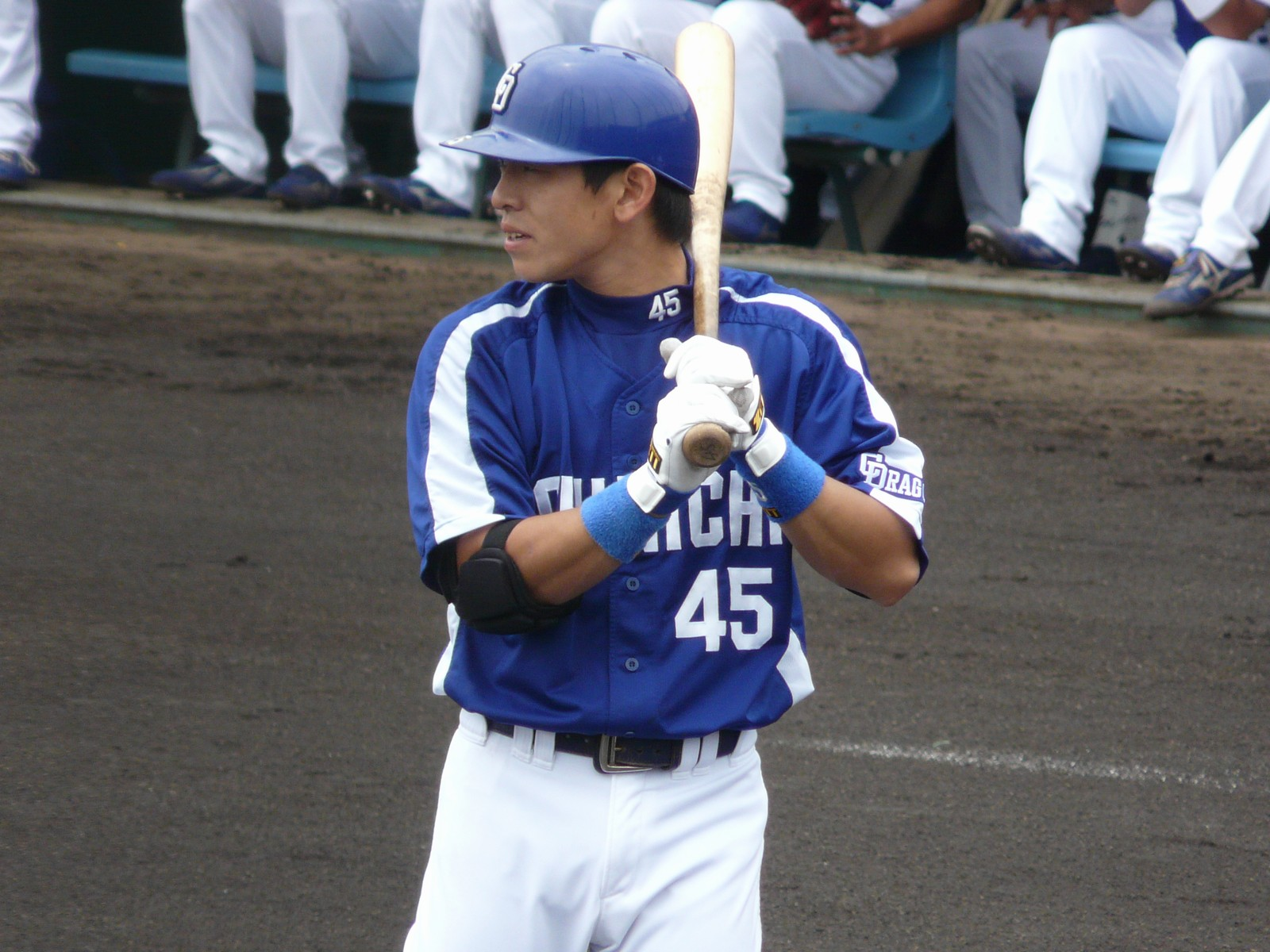
中日時代
（2008年6月26日 阪神鳴尾浜球場）

2003年8月6日の対広島戦で代打出場し、プロ初打席に左越えの二塁打を放った。8月7日には「8番・遊撃手」で初スタメンも経験した。オフに背番号を45に変更した。
2004年は、フレッシュオールスターゲーム出場、ファーム日本選手権制覇に貢献した。
2006年は、5月から6月に、正二塁手だった荒木雅博の故障中にスタメンで出場し、無失策だった。
2007年4月22日、東京ヤクルトスワローズとの試合で代打出場し、館山昌平からプロ初本塁打を放った。4月24日の対広島戦に代走として出場した際、エンドランを阻止されタイミングは完全にアウトだったにもかかわらず、スライディングにブレーキをかけて松本高明の足狙いのタッチを避け、松本がもたつく間に松本のグラブをまたいでベースを踏みセーフになるという前代未聞のプレーになった。本人は「タイミングを見計らって、意図して急ブレーキをかけた」と語っている。ウエスタン・リーグでは打率.316・6本塁打・42打点で、三部門でチームトップの成績を残し、最高出塁率のタイトルも獲得したが、岩﨑達郎らの台頭もあって徐々に出場機会が減少した。
2008年4月23日の対福岡ソフトバンクホークス二軍戦で、4回裏無死満塁のチャンスで三振に倒れて、ベンチに戻ってきた堂上剛裕を二軍打撃コーチの高柳秀樹が激しく叱責。ベンチにいた森岡は高柳に抗議し、一触即発の状態となった。翌日の24日の練習前のミーティングで、二軍監督の辻発彦は高柳の発言を擁護し、逆に森岡に非難する発言をし、森岡に1週間の謹慎処分が課された。その後、二軍で主軸を張り、一軍では5試合に出場したものの、首脳陣との確執は最後まで続き、この事件が要因となり、オフに戦力外通告を受けた。12月2日に自由契約公示された。

### ヤクルト時代

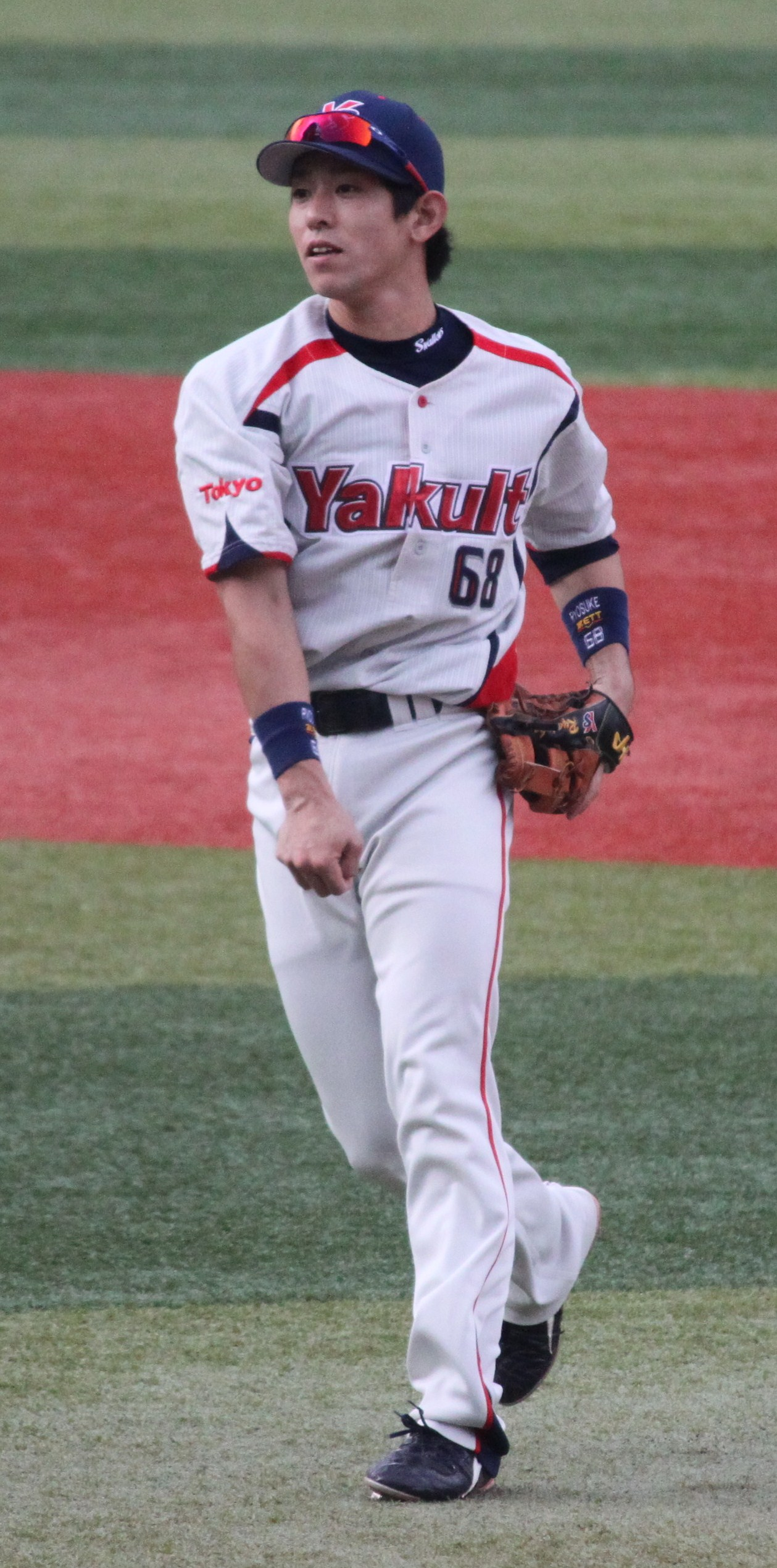
ヤクルト時代
（2011年10月15日 横浜スタジアム）

1回目の12球団合同トライアウトを受験し、ヤクルトが獲得を発表（同年トライアウト合格者第1号）。12月4日に福岡ソフトバンクホークスから移籍した吉本亮、オリックス・バファローズから育成選手で契約した田中祐貴とともに入団発表を行い、背番号は68に決まった。
2009年、内野の3ポジションを守れる器用さが認められ、7年目にして初の開幕一軍入りを果たした。9月8日には第1打席で移籍後初本塁打を放った。10月9日の対阪神戦で中盤から二塁手として出場すると、鳥谷敬の痛烈な安打を全身で止めて内野安打に抑え、二塁走者の生還を防ぎ、その後の得点を防いだ。このプレーについて後日、宮本慎也は「あの守備が非常に大きかった。あそこが抜けていたら（あの試合は）負けていたかもしれない（2009年ファン感謝デーより）」と話しており、チームの3位争いにとって非常に大きな好守備となった。
2010年は、なかなか一軍での出場機会はなかったが、イースタン・リーグでは首位打者を獲得。守備率もトップであった。シーズン終盤、二軍での成績が認められ一軍に昇格。打率3割ちょうどの田中浩康に代わり先発出場した。
2011年には、5月26日のオリックス・バファローズ戦で初のヒーローインタビューも経験した。川端慎吾、川島慶三、荒木貴裕と遊撃手のレギュラー・控えが次々と離脱したため、10月29日からの読売ジャイアンツとのクライマックスシリーズ・ファーストステージでは全3戦に先発出場。3戦全てで安打を打ち、特に第3戦では7回裏に貴重な追加点となる適時打を放つなど、見事に穴を埋めて見せた。試合後にはお立ち台に上がったが、「9年目の森岡ですけど、お立ち台、2回目で～す!」「（適時打を打った瞬間は）おしっこ漏れそうでした～!」と絶叫、満員の神宮球場のファンを沸かせた。このシーズンは自己最多となる52試合に出場し、安打数も自己最多の22本を記録した。
2012年シーズンはプロ入り後初めて100試合出場。内野の3ポジションを守り、自己最多の61安打を記録した。
2013年シーズンは自己最多の109試合出場、73安打を記録した。オフに背番号を10に変更した。
2014年シーズンよりヤクルトの選手会長に就任する。オープン戦では振るわず開幕スタメンは新人の西浦直亨に譲ったものの、シーズンに入ると一転して打撃好調で、4月11日の横浜DeNAベイスターズ戦で右脇腹の肉離れを発症し離脱した時点では打数は少ないながらも5割超の打率を残していた。復帰後も主に対右投手の際にスタメン起用され安打を量産、一時はクリーンナップに座ることもあった。夏場以降は打撃の調子を落としたが、自己最高となる打率.276を記録した。
2015年は大引啓次の加入と自身の打撃不振が重なり、75試合出場、打率.188と大幅に成績を落とした。オフに選手会長のポストを川端慎吾に譲る。
2016年は、3月5日に古巣・中日とのオープン戦で、「1番・三塁手」として先発出場。前年に引退した山本昌の引退登板の最後の打者を務めた。しかし公式戦に入ると打率.065と大不振で、9月26日に同年限りでの引退を発表。本拠地最終戦となる9月28日のDeNA戦が森岡の引退試合となり、6回に石川雅規の代打で出場。大歓声の中、初球を打って二塁ゴロとなり、現役最後の打席を終えた。引退理由の1つとしてイップスを発症したことを明かしている。

### 現役引退後

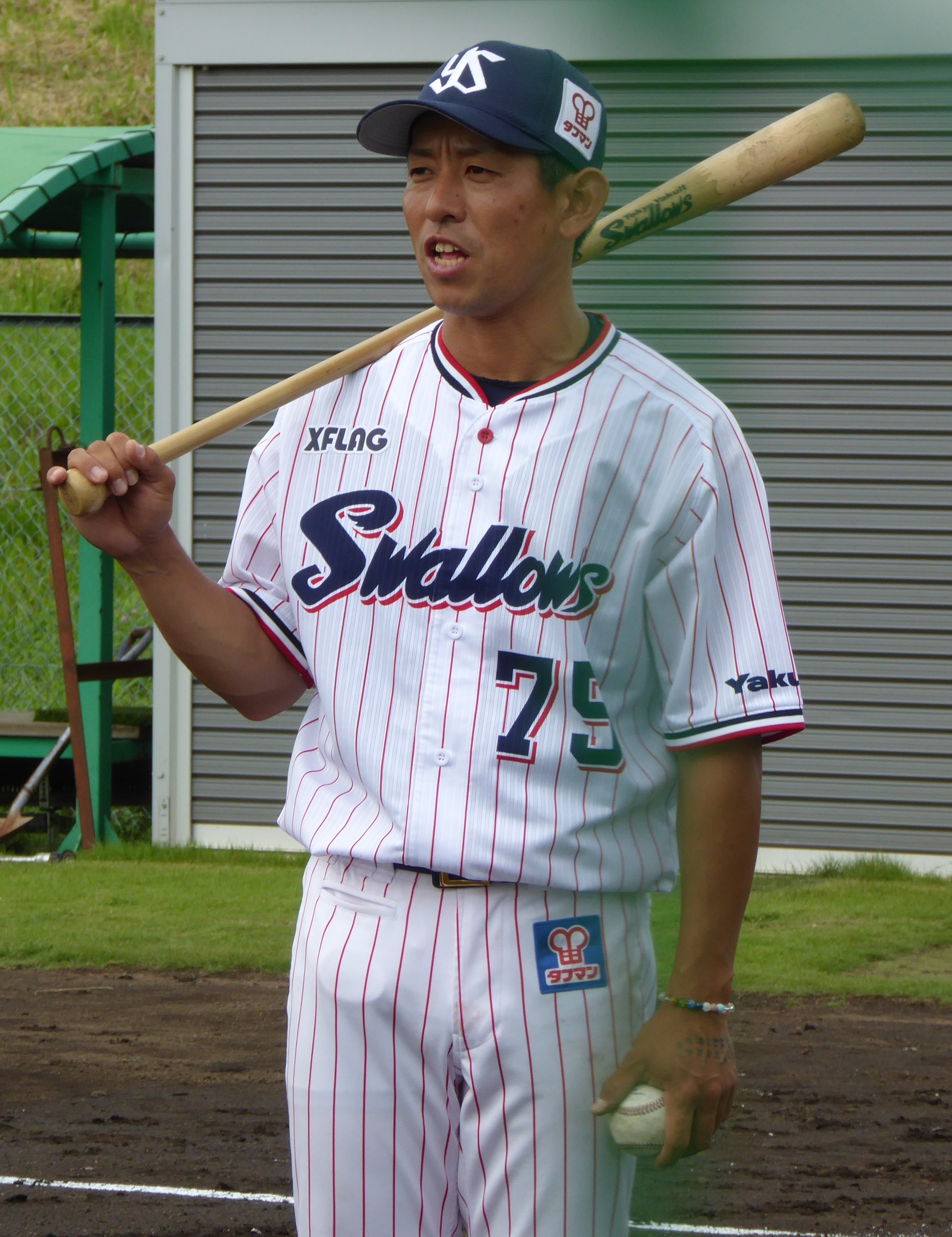
ヤクルト二軍内野守備走塁コーチ時代
（2019年6月8日 ヤクルト戸田球場）

2017年からヤクルトの一軍野手コーチ補佐に就任した。背番号は75。11月25日から台湾で開催された2017アジアウインターベースボールリーグにおいて、NPBイースタン選抜の内野守備走塁コーチを務めた。
2018年シーズンから2019年シーズンまでは二軍内野守備走塁コーチを務めた。2020年シーズンからは一軍内野守備走塁コーチに配置転換された。2024年契約満了でコーチ契約が終了したことが発表された。
2025年シーズンからは東北楽天ゴールデンイーグルスの一軍打撃兼野手コーチ補佐を務める。背番号は95。監督の三木肇は、森岡のヤクルトの現役選手の時、コーチとして同僚だった時期がある。

## 選手としての特徴・人物
勝負強い打撃と二遊間を中心に内野全ポジションをこなすユーティリティー性が武器。ヤクルト時代は先発、代打、内野の守備固めをこなすバイプレーヤーとして活躍。また、2015年には選手会長としてチームのリーグ優勝に貢献した。
愛称は「モリスケ」。
明るい性格と抜群のリーダーシップで同僚からの信頼も厚く、ファンからも愛されている。つば九郎によると、いつも大声を出してベンチを鼓舞しているという

## 詳細情報

### 年度別打撃成績
| 年 度      | 球 団      | 試 合 | 打 席 | 打 数 | 得 点 | 安 打 | 二 塁 打 | 三 塁 打 | 本 塁 打 | 塁 打 | 打 点 | 盗 塁 | 盗 塁 死 | 犠 打 | 犠 飛 | 四 球 | 敬 遠 | 死 球 | 三 振 | 併 殺 打 | 打 率 | 出 塁 率 | 長 打 率 | O P S |
| ---------- | ---------- | ----- | ----- | ----- | ----- | ----- | -------- | -------- | -------- | ----- | ----- | ----- | -------- | ----- | ----- | ----- | ----- | ----- | ----- | -------- | ----- | -------- | -------- | ----- |
| 2003       | 中日       | 3     | 7     | 7     | 1     | 2     | 1        | 0        | 0        | 3     | 0     | 0     | 1        | 0     | 0     | 0     | 0     | 0     | 4     | 0        | .286  | .286     | .429     | .714  |
| 2004       | 中日       | 1     | 1     | 1     | 0     | 0     | 0        | 0        | 0        | 0     | 0     | 0     | 0        | 0     | 0     | 0     | 0     | 0     | 0     | 0        | .000  | .000     | .000     | .000  |
| 2005       | 中日       | 2     | 1     | 1     | 0     | 0     | 0        | 0        | 0        | 0     | 0     | 0     | 0        | 0     | 0     | 0     | 0     | 0     | 0     | 0        | .000  | .000     | .000     | .000  |
| 2006       | 中日       | 17    | 31    | 26    | 5     | 5     | 1        | 0        | 0        | 6     | 1     | 0     | 0        | 3     | 0     | 2     | 1     | 0     | 6     | 0        | .192  | .250     | .231     | .481  |
| 2007       | 中日       | 11    | 11    | 9     | 2     | 1     | 0        | 0        | 1        | 4     | 1     | 1     | 0        | 1     | 0     | 1     | 0     | 0     | 3     | 1        | .111  | .200     | .444     | .644  |
| 2008       | 中日       | 5     | 5     | 4     | 0     | 0     | 0        | 0        | 0        | 0     | 0     | 0     | 0        | 0     | 0     | 1     | 0     | 0     | 0     | 0        | .000  | .200     | .000     | .200  |
| 2009       | ヤクルト   | 35    | 47    | 43    | 3     | 9     | 1        | 0        | 1        | 13    | 2     | 0     | 0        | 1     | 0     | 2     | 0     | 1     | 14    | 3        | .209  | .261     | .302     | .563  |
| 2010       | ヤクルト   | 21    | 56    | 43    | 6     | 11    | 3        | 0        | 0        | 14    | 5     | 0     | 0        | 8     | 0     | 4     | 0     | 1     | 8     | 0        | .256  | .333     | .326     | .659  |
| 2011       | ヤクルト   | 52    | 97    | 86    | 6     | 22    | 2        | 0        | 0        | 24    | 6     | 0     | 0        | 2     | 0     | 8     | 0     | 1     | 20    | 1        | .256  | .326     | .279     | .605  |
| 2012       | ヤクルト   | 100   | 282   | 245   | 19    | 61    | 8        | 3        | 1        | 78    | 18    | 1     | 1        | 19    | 2     | 11    | 0     | 5     | 44    | 1        | .249  | .293     | .318     | .611  |
| 2013       | ヤクルト   | 109   | 347   | 295   | 28    | 73    | 10       | 1        | 1        | 88    | 21    | 0     | 0        | 11    | 2     | 36    | 1     | 3     | 61    | 5        | .247  | .333     | .298     | .632  |
| 2014       | ヤクルト   | 100   | 326   | 301   | 26    | 83    | 16       | 2        | 2        | 109   | 31    | 1     | 0        | 5     | 2     | 15    | 0     | 3     | 39    | 7        | .276  | .315     | .362     | .677  |
| 2015       | ヤクルト   | 75    | 125   | 112   | 10    | 21    | 2        | 1        | 1        | 28    | 9     | 1     | 1        | 3     | 1     | 8     | 0     | 1     | 22    | 6        | .188  | .246     | .250     | .496  |
| 2016       | ヤクルト   | 26    | 33    | 31    | 1     | 2     | 1        | 0        | 0        | 3     | 3     | 0     | 0        | 0     | 1     | 1     | 0     | 0     | 8     | 2        | .065  | .091     | .097     | .188  |
| 通算：14年 | 通算：14年 | 557   | 1369  | 1204  | 107   | 290   | 45       | 7        | 7        | 370   | 97    | 4     | 3        | 53    | 8     | 89    | 2     | 15    | 229   | 26       | .241  | .299     | .307     | .606  |

### 年度別守備成績
| 年 度 | 球 団    | 遊撃  | 遊撃  | 遊撃  | 遊撃  | 遊撃  | 遊撃     | 二塁  | 二塁  | 二塁  | 二塁  | 二塁  | 二塁     | 三塁  | 三塁  | 三塁  | 三塁  | 三塁  | 三塁     | 一塁  | 一塁  | 一塁  | 一塁  | 一塁  | 一塁     |
| 年 度 | 球 団    | 試 合 | 刺 殺 | 補 殺 | 失 策 | 併 殺 | 守 備 率 | 試 合 | 刺 殺 | 補 殺 | 失 策 | 併 殺 | 守 備 率 | 試 合 | 刺 殺 | 補 殺 | 失 策 | 併 殺 | 守 備 率 | 試 合 | 刺 殺 | 補 殺 | 失 策 | 併 殺 | 守 備 率 |
| ----- | -------- | ----- | ----- | ----- | ----- | ----- | -------- | ----- | ----- | ----- | ----- | ----- | -------- | ----- | ----- | ----- | ----- | ----- | -------- | ----- | ----- | ----- | ----- | ----- | -------- |
| 2003  | 中日     | 2     | 0     | 2     | 0     |       | 1.000    | 1     | 0     | 2     | 0     |       | 1.000    | -     | -     | -     | -     | -     | -        | -     | -     | -     | -     | -     | -        |
| 2006  | 中日     | -     | -     | -     | -     | -     | -        | 13    | 31    | 24    | 0     | 7     | 1.000    | -     | -     | -     | -     | -     | -        | -     | -     | -     | -     | -     | -        |
| 2007  | 中日     | -     | -     | -     | -     | -     | -        | 1     | 4     | 2     | 0     | 2     | 1.000    | -     | -     | -     | -     | -     | -        | -     | -     | -     | -     | -     | -        |
| 2009  | ヤクルト | 5     | 8     | 11    | 0     | 3     | 1.000    | 13    | 13    | 20    | 2     | 4     | .943     | 6     | 0     | 1     | 0     | 0     | 1.000    | -     | -     | -     | -     | -     | -        |
| 2010  | ヤクルト | 12    | 15    | 20    | 1     | 5     | .972     | 3     | 3     | 12    | 0     | 0     | 1.000    | 2     | 0     | 3     | 0     | 0     | 1.000    | -     | -     | -     | -     | -     | -        |
| 2011  | ヤクルト | 20    | 22    | 36    | 0     | 6     | 1.000    | 4     | 5     | 11    | 0     | 2     | 1.000    | 15    | 4     | 2     | 1     | 0     | .857     | -     | -     | -     | -     | -     | -        |
| 2012  | ヤクルト | 69    | 91    | 170   | 2     | 36    | .992     | 9     | 7     | 18    | 0     | 0     | 1.000    | 20    | 7     | 16    | 0     | 1     | 1.000    | -     | -     | -     | -     | -     | -        |
| 2013  | ヤクルト | 86    | 110   | 196   | 8     | 36    | .975     | 12    | 15    | 16    | 1     | 2     | .969     | 12    | 3     | 5     | 0     | 0     | 1.000    | -     | -     | -     | -     | -     | -        |
| 2014  | ヤクルト | 86    | 92    | 192   | 10    | 37    | .966     | -     | -     | -     | -     | -     | -        | 14    | 7     | 10    | 1     | 3     | .944     | -     | -     | -     | -     | -     | -        |
| 2015  | ヤクルト | 22    | 23    | 37    | 3     | 12    | .952     | -     | -     | -     | -     | -     | -        | 4     | 0     | 1     | 0     | 0     | 1.000    | 1     | 1     | 0     | 0     | 0     | 1.000    |
| 2016  | ヤクルト | -     | -     | -     | -     | -     | -        | -     | -     | -     | -     | -     | -        | -     | -     | -     | -     | -     | -        | 5     | 25    | 4     | 0     | 2     | 1.000    |
| 通算  | 通算     | 302   | 361   | 664   | 24    | 135   | .977     | 56    | 78    | 105   | 3     | 17    | .984     | 73    | 21    | 38    | 2     | 4     | .967     | 6     | 26    | 4     | 0     | 2     | 1.000    |

### 記録
初記録
- 初出場：2003年8月6日、対広島東洋カープ19回戦（ナゴヤドーム）、8回裏に岩瀬仁紀の代打で出場
- 初打席・初安打：同上、8回裏にデビッド・ランドクィストから左中間二塁打
- 初先発出場：2003年8月7日、対広島東洋カープ20回戦（ナゴヤドーム）、「7番・遊撃手」で先発出場
- 初打点：2006年5月14日、対東北楽天ゴールデンイーグルス3回戦（ナゴヤドーム）、4回裏に青山浩二から右前適時打
- 初本塁打：2007年4月22日、対東京ヤクルトスワローズ6回戦（明治神宮野球場）、8回表に谷繁元信の代打で出場、館山昌平から右越ソロ
- 初盗塁：2007年4月24日、対広島東洋カープ3回戦（ナゴヤドーム）、8回裏に二盗（投手：林昌樹、捕手：倉義和）

### 背番号
- 8（2003年[9]）
- 45（2004年[9] - 2008年）
- 68（2009年[11] - 2013年）
- 10（2014年[12] - 2016年）
- 75（2017年[19] - 2024年）
- 95（2025年[2] - ）